# Guerra Civil da Somália

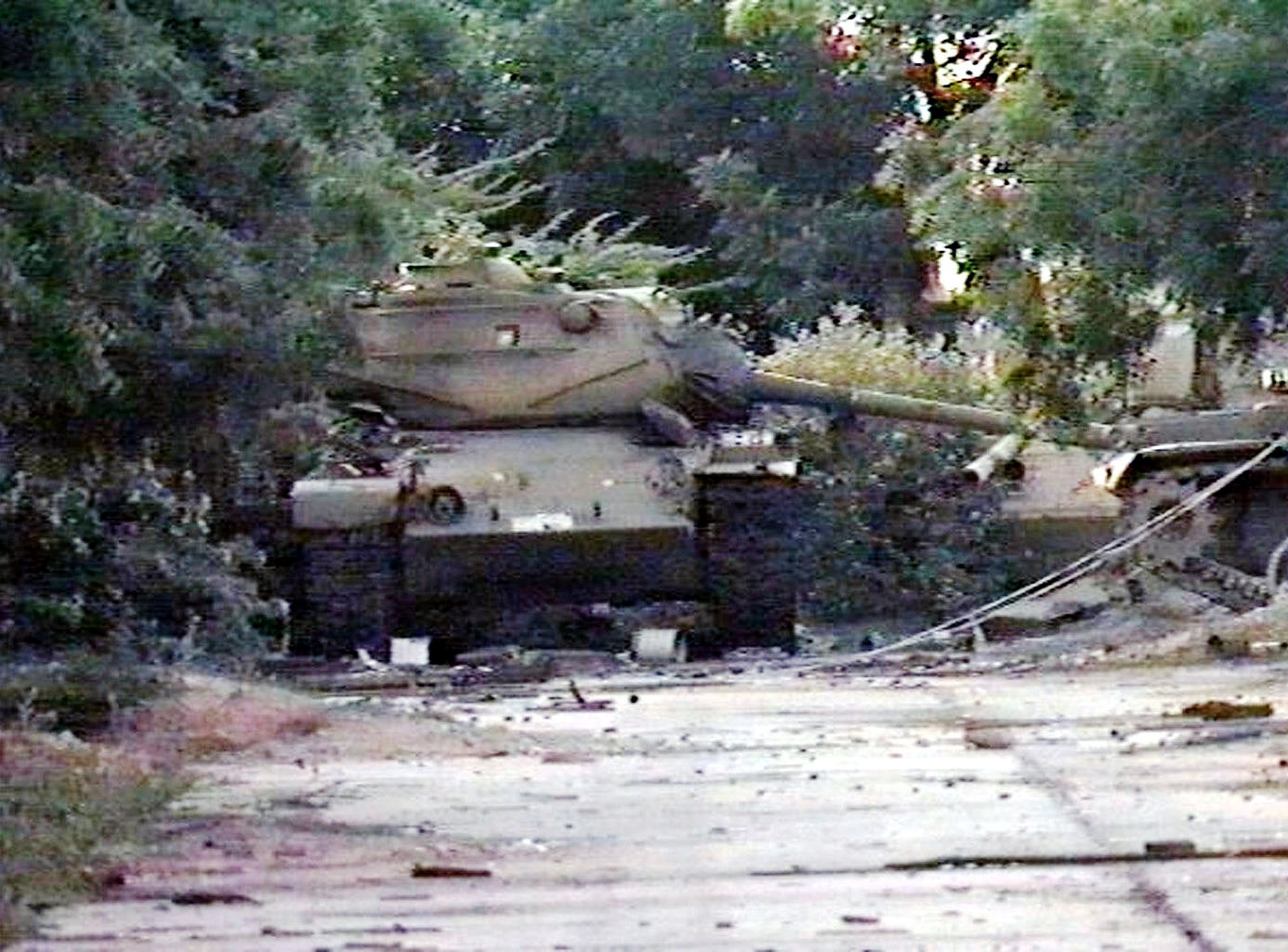
Um tanque M47 do antigo governo somali abandonado.

A Guerra Civil da Somália é uma guerra civil em andamento na República da Somália. O conflito, que começou em 1991, tem causado a desestabilização de todo o país, com a fase atual do conflito vendo o governo do país perder o controle substancial do estado para as forças rebeldes. Os distúrbios compreendiam inicialmente uma série de confrontos entre diversas facções tribais, mas desde meados da década de 2000, assumiu um tom islâmico militante.
Entre 2005 e 2009, a Força de Defesa Nacional da Etiópia esteve envolvida no conflito. O governo da Somália declarou o estado de exceção em junho de 2009, solicitando apoio internacional imediato, e a intervenção militar dos países vizinhos do Leste Africano.

## Antecedentes

### Queda de Siad Barre
Uma rebelião teve início em 1986, quando Siad Barre começou a atacar grupos dissidentes baseados em clãs contrários a seu governo com suas forças especiais, os "Boinas Vermelhas" (Duub Cas). A primeira fase da guerra civil resultou de revoluções contra o regime repressivo de Siad Barre. Depois de sua expulsão do poder em 26 de janeiro de 1991, uma contrarrevolução ocorreu, na tentativa de reintegrá-lo como líder do país.
A situação cada vez mais violenta e caótica evoluiu para uma crise humanitária e para um estado de anomia.
Mais tarde, em 1991, para isolá-la dos combates mais violentos no sul, a região de Somalilândia (antiga Somalilândia Britânica) declarou-se independente, apesar de sua soberania não ser reconhecida por qualquer nação ou organização internacional. Compreende a região noroeste do país, entre o Djibuti (Somalilândia Francesa) e a área do nordeste conhecida como Puntland.

## Intervenção das Nações Unidas
A Resolução 733 do Conselho de Segurança das Nações Unidas e a Resolução 746, levaram à criação da UNOSOM I, a primeira missão proposta para fornecer ajuda humanitária e auxiliar na restauração da ordem na Somália após a dissolução do seu governo central.
A Resolução 794 foi aprovada por unanimidade em 03 de dezembro de 1992, que aprovou uma coalizão de forças de paz das Nações Unidas lideradas pelos Estados Unidos para formar a UNITAF, encarregada de assegurar que a ajuda humanitária fosse distribuída e a paz fosse estabelecida na Somália. As tropas humanitárias da ONU desembarcaram em 1993 e começaram um esforço de dois anos (principalmente no sul) para aliviar as condições de fome.

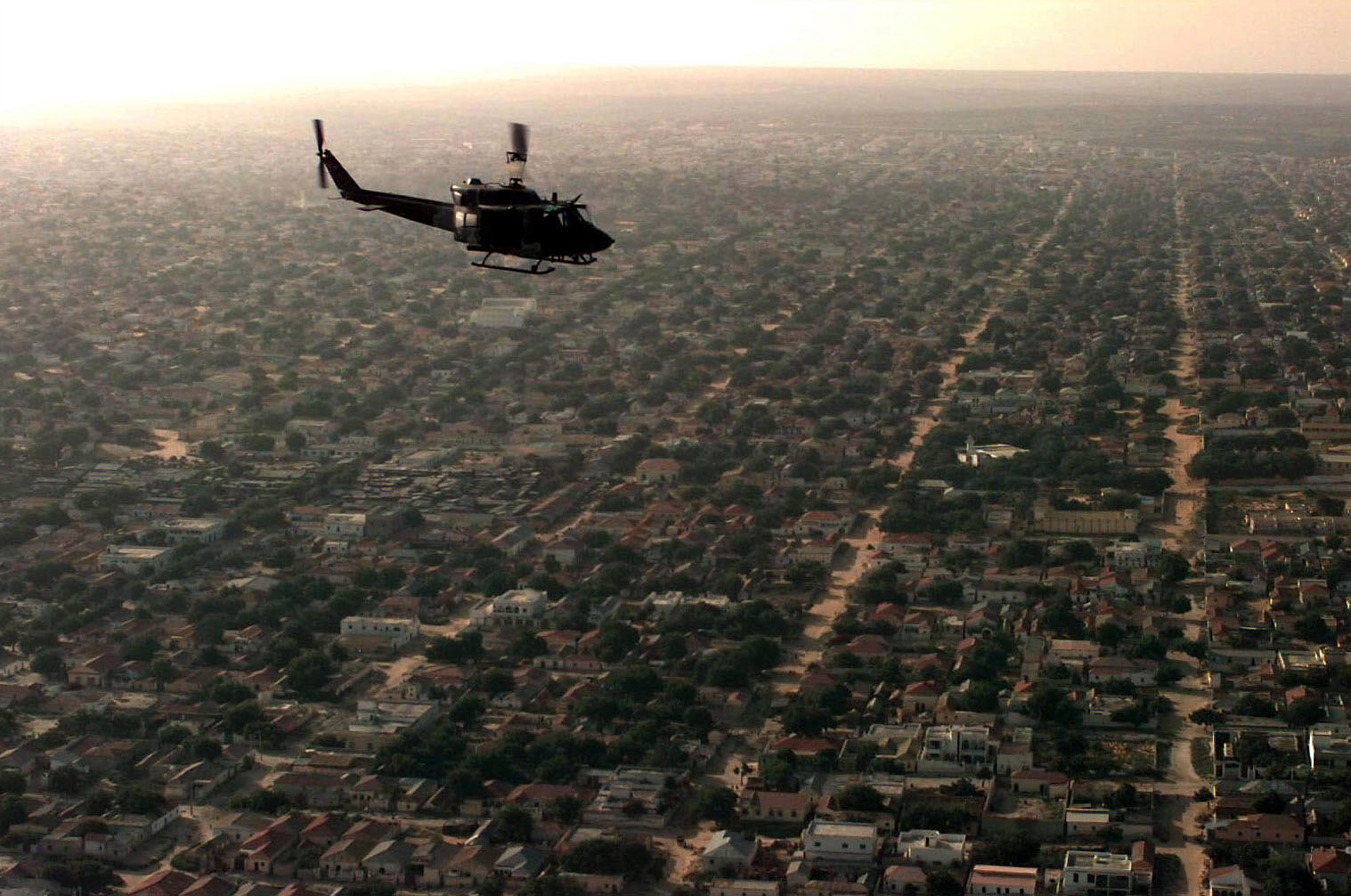
Vista aérea de uma área residencial de Mogadíscio com um helicóptero estadunidense sobrevoando em busca de hostilidades em dezembro de 1992, como parte da operação "restaurar esperança".

Os críticos do envolvimento dos EUA argumentaram que o Governo dos Estados Unidos estava entrando para ganhar o controle de concessões de petróleo para as empresas americanas. Enquanto a Somália não tinha reservas comprovadas de petróleo, poderia haver petróleo ao largo da Puntland. Eles observaram que um pouco antes do Presidente Mohamed Siad Barre (pró-EUA) ser derrubado em 1991, quase dois terços do território do país haviam sido concedidos como concessões de petróleo para Conoco, Amoco, Chevron e Phillips. A Conoco até emprestou o seu complexo corporativo em Mogadíscio para a embaixada dos EUA poucos dias antes dos fuzileiros navais desembarcarem, com o enviado especial da primeira administração de George W. Bush usando-o como seu quartel-general temporário. A exploração de petróleo permanece controversa e o Governo Federal de Transição tem alertado os investidores a não fazer acordos até que a estabilidade mais uma vez seja conduzida ao país.
Entre junho e outubro de 1993, várias batalhas entre homens locais armados em Mogadíscio e forças de paz resultaram na morte de 24 soldados do Paquistão e 19 soldados dos Estados Unidos (o total de mortes americanas foram 31), a maioria dos quais foram mortos na Batalha de Mogadíscio. Cerca de 1000 milicianos somalis foram mortos nesta batalha. O Conselho de Segurança na Resolução 837, condenou os ataques. O incidente mais tarde se tornou a base para o livro e filme, Black Hawk Down. A ONU se retirou em 03 de março de 1995, tendo sofrido baixas mais significativas.

## Ascensão e queda da UTI, intervenção da Etiópia e Governo Federal de Transição (2006-2009)

Bandeira da Al-Shabaab, uma das facções que dão suporte à União dos Tribunais Islâmicos.

Em 2004, o Governo Federal de Transição da República da Somália (GFT) foi fundado em Nairobi, no Quênia. As questões ainda eram muito caóticas na Somália, para que fosse realizado em Mogadíscio. No início de 2006, o Governo Federal de Transição mudou-se para estabelecer uma sede temporária do governo em Baidoa.
Durante o início de 2006, a Aliança para a Restauração da Paz e Contra o Terrorismo (ARPCT) foi formada como uma aliança de maioria secular baseada nos senhores da guerra de Mogadíscio. Os senhores da guerra foram apoiados por financiamentos da CIA dos Estados Unidos. Eles se opuseram à ascensão da lei Sharia orientada pela União dos Tribunais Islâmicos (UTI), que havia rapidamente consolidado o poder. Isto levou a um conflito cada vez maior na capital.

### O crescimento do poder da União dos Tribunais Islâmicos

Situação territorial somali no final de dezembro de 2006

Até junho de 2006, a UTI conseguiu capturar a capital, Mogadíscio, na Segunda Batalha de Mogadíscio. Eles expulsaram os ARPCT de Mogadíscio, e conseguiram convencer ou forçar outros senhores da guerra a aderir a sua facção. Sua base de poder cresceu à medida que se expandiu para as fronteiras de Puntland e assumiu o sul e o meio de Jubaland.
A base do crescente poder do movimento islâmico e da militância levou à guerra, cada vez mais aberta, entre os islamitas e as outras facções da Somália, incluindo o Governo Federal de Transição (GFT), Puntland e Galmudug, o último dos quais formados como um estado autônomo, especificamente para resistir aos islamitas. Isso também causou a intervenção da Etiópia, que apoiava as forças seculares da Somália. A UTI supostamente obteve o apoio do rival da Etiópia, a Eritreia e mujahideen (Jihadistas) estrangeiros, e declarou a jihad contra a Etiópia, em resposta à sua ocupação de Gedo e a movimentação de tropas em torno de Baidoa.

### Intervenção da Etiópia e o colapso da União dos Tribunais Islâmicos
Em dezembro de 2006, a UTI e o GFT começaram a Batalha de Baidoa. O combate também eclodiu em torno da cidade somali de Bandiradley em Mudug e Beledweyn na região de Hiran. A UTI teve como objetivo forçar os etíopes a se retirar do território somali. No entanto, os fundamentalistas islâmicos foram derrotados em todas as grandes batalhas e forçados a retirar-se para Mogadíscio. Após a ação rápida final na Batalha de Jowhar em 27 de dezembro, os líderes da UTI renunciaram.
Após a Batalha de Jilib, travada em 31 de dezembro de 2006, Kismayo caiu para as forças do GFT e da Etiópia, e em 01 de janeiro de 2007,o primeiro-ministro Ali Mohammed Ghedi chamou o país para começar a desarmar-se.

### A Intervenção dos Estados Unidos

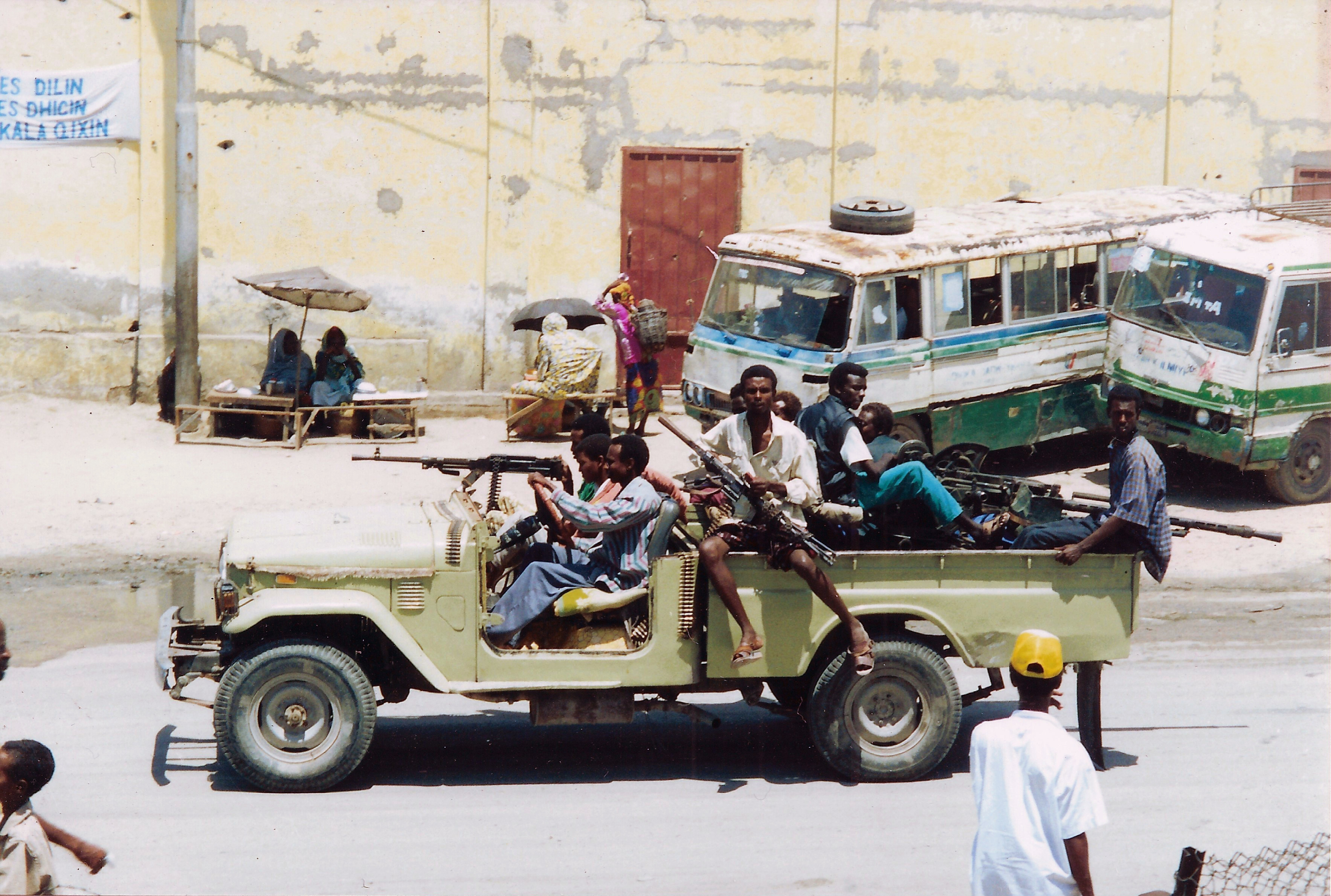
Rebeldes somalis fortemente armados.

Em janeiro de 2007 os Estados Unidos intercederam militarmente no país pela primeira vez desde a intervenção da ONU na década de 1990, conduzindo ataques aéreos usando aeronaves armadas AC-130 contra posições islâmicas em Ras Kamboni, como parte dos esforços para capturar ou matar militantes da Al-Qaeda supostamente incorporados nas forças da UTI. Relatos não confirmados também afirmaram que os EUA estavam em solo com as forças somalis e etíopes desde o início da guerra. As forças navais também foram enviadas para impedir a fuga por mar, e a fronteira com o Quênia foi fechada.

### A insurgência islâmica e o reaparecimento de combates entre clãs
Mal haviam sido enviadas ao campo de batalha, as tropas da UTI se dispersaram para começar uma guerra de guerrilha contra as forças governamentais etíopes e somalis. Simultaneamente, o fim da guerra foi seguido por uma continuação de conflitos tribais existentes.
Para ajudar a estabelecer a segurança, a Missão da União Africana para a Somália (AMISOM) foi autorizada a ser implantada tanto como o envio de 8.000 soldados ao país. Esta missão ampliou o âmbito dos países que poderiam participar da missão anterior liderada pelas nações baseadas no Corno de África da Autoridade Intergovernamental de Desenvolvimento (IGAD). O grupo islâmico líder da insurgência, conhecido como o Movimento de Resistência Popular na Terra das Duas Migrações (PRM), prometeu se opor à presença de tropas estrangeiras.

## Guerra na Somália (2009-presente)

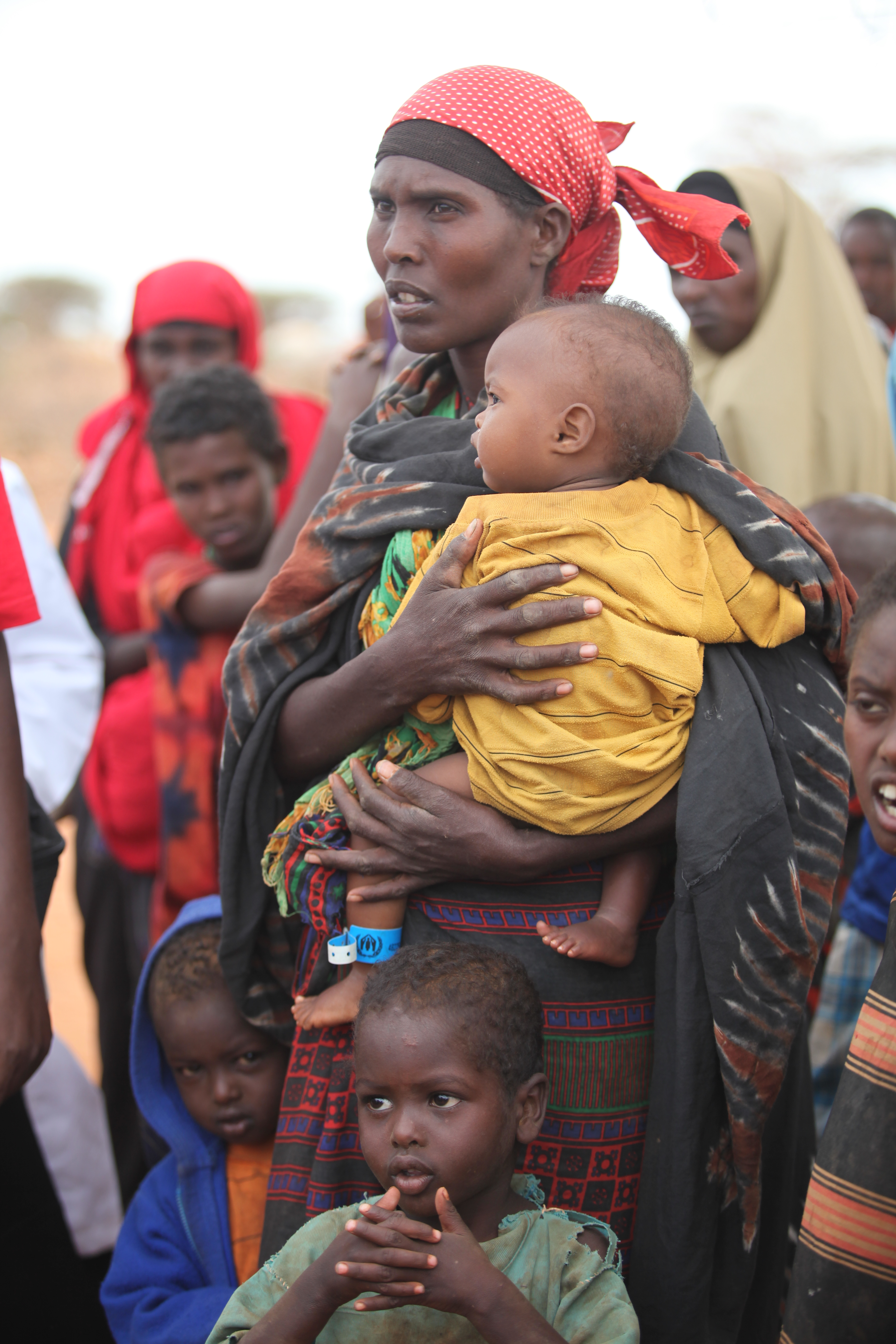
Mulheres e crianças à espera para entrar num campo de refugiados superpovoado em Dadaab, Quénia.

Em dezembro de 2008, os soldados etíopes se retiraram da Somália, deixando para trás um contingente da União Africana de vários milhares de tropas para ajudar o frágil governo de coalizão e as suas tropas a imporem a sua autoridade. Após a retirada da Etiópia da Somália, a metade sul do país rapidamente caiu nas mãos dos rebeldes islâmicos radicais. Os rebeldes rapidamente haviam derrotado o governo e as tropas da UA em várias províncias-chave, estabelecendo a lei sharia em áreas sob seu controle. Em 7 de maio de 2009, os rebeldes atacaram a capital Mogadíscio, capturando grande parte da cidade, mas não derrubando o governo, que manteve o controle sobre alguns poucos quilômetros quadrados da cidade.
O ex-Secretário Geral da ONU Boutros Boutros-Ghali e Ahmedou Ould Abdallah, enviado especial da ONU para a Somália têm se referido ao assassinato de civis na Guerra Civil da Somália como um "genocídio", e a Rede de Intervenção de Genocídios enumera a Somália como uma área de preocupação.

## A evolução da guerra em mapas
|  |  |  |